# Neomahutia
Neomahutia is een geslacht van kevers uit de familie bladkevers (Chrysomelidae).
De wetenschappelijke naam van het geslacht werd in 1936 gepubliceerd door Laboissiere.

## Soorten
- Neomahutia cyanipennis (Laboissiere, 1936)